# Maryland Heights (Missouri)
Maryland Heights – miasto w Stanach Zjednoczonych, w stanie Missouri, w hrabstwie St. Louis.